# Samson Weisse
Samson Weisse (geboren 22. oder 20. Januar 1857 in Waag-Neustadl; gestorben 1946 in London) war ein deutscher Rabbiner in Dessau und später Landesrabbiner in Anhalt.

## Leben

### Herkunft
Weisse war der Sohn des Neustadler Rabbiners Josef Weisse (1812–1897) und dessen Ehefrau Charlotte Donat. Zu seinen Geschwistern zählten der Publizist Arnold Weisse und Dorothea Grünwald.

### Karriere
1879 legte Weisse sein Abitur am evangelischen Lyceum in Posen ab und studierte dann sechs Semester an der Universität Breslau, zwei Semester an der Universität Berlin und war 1881/1882 Hörer an der Veitel-Ephraimschen Lehranstalt in Berlin. Am 18. Dezember 1884 wurde er in Halle promoviert. Von 1886 bis 1895 wirkte er als Mitglied des Schul- und Talmud-Tora-Vorstands und der Deutschen Reichsloge. Von 1890 bis 1893 war er als Landesrabbiner im Herzogtum Anhalt in Dessau tätig. Danach wirkte er bis 1939 als langjähriger konservativer Rabbiner in Berlin an der alten Synagoge in der Heidereutergasse, als Prediger an der Synagoge in der Lützowstraße und als Leiter der III. Religionsschule der jüdischen Gemeinde in der Lützowstraße 16 sowie von 1912 bis 1929 als Rabbiner der Neuen Synagoge in der Oranienburger Straße.
Weisse war Mitglied im Hebräischen Literaturverein Mekize Nirdamim, des DIGB und Mitbegründer der religiösen Mittelpartei, für die er in der Repräsentantenversammlung der Berliner Jüdischen Gemeinden und im preußischen Landesverband der jüdischen Gemeinden saß. Gegen 1911 wurde er stellvertretender Vorsitzender des Berliner Lokalkomités der Alliance israélite universelle. 
1927 wurde anlässlich seines 70. Geburtstags eine „Dr.-Samson-Weisse-Stiftung“ errichtet. 1928 war er Vorsitzender der Berliner Rabbinervereinigung und am 7. März 1929 war er Gründungsmitglied des Jüdischen Friedensbundes. Auch wurde er Ausschussmitglied des Vereins zur Förderung der Wissenschaft des Judentums. Weisse war im Verwaltungsrat des „Volksbunds Deutsche Kriegsgräberfürsorge“ tätig.
1939 emigrierte er nach London.

## Publikationen
- Philo von Alexandrien und Moses Maimonides. Ein vergleichender Versuch, Dissertation Halle 1884.
- Unsere Feiertage. 1924
- Zu Pessach. 1925
- Geist und Form. Eine Festbetrachtung. 1925
- Versöhnung. 1925
- Welterneuerung/Seelenerneuerung. Eine Rausch-Haschono-Betrachtung. 1926
- Die Grundpfeiler der Jüdischen Gemeinde. 1926
- Denken und Gedenken. Eine Festbetrachtung. 1928
- Religion und Kultur. Eine Pessachbetrachtung. 1929
- Schuld und Sühne - Erkenntnis und Tat. 1929
- Sittliche Neugeburt/Eine Neujahrsbetrachtung. 1930